# Tomasz Makowski

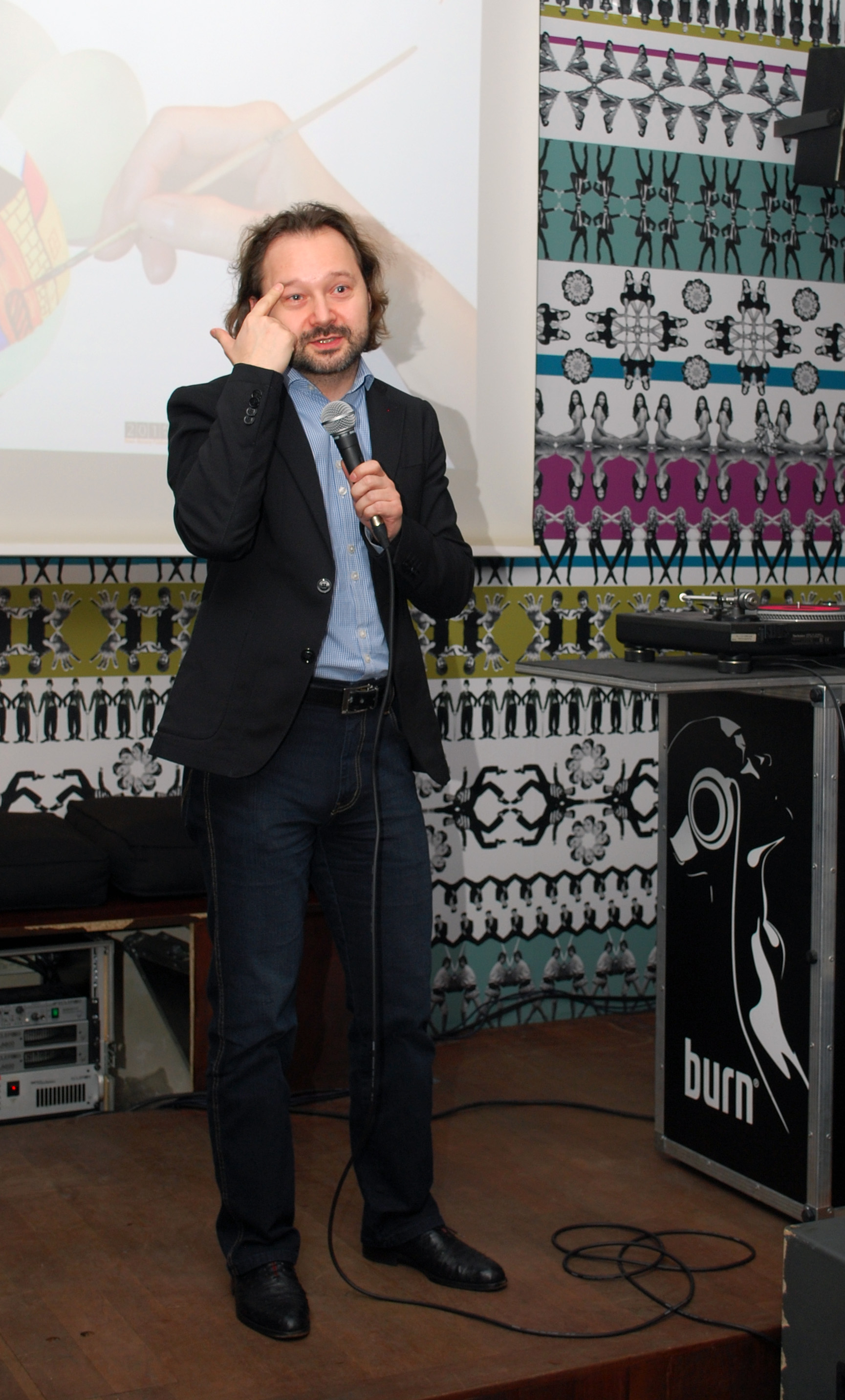
Tomasz Makowski in 2012

Tomasz Artur Makowski (1970) is een Pools bibliothecaris. Hij is directeur van de Nationale Bibliotheek van Polen, hoofd van de Nationale Raad voor Bibliotheken, hoofd van het Nationaal Comité tot Behoud van Bibliotheekcollecties en hoofd van het Digitaliseringscomité van het Poolse Ministerie van Cultuur en Nationaal Erfgoed.
Makowski werkt sinds 1994 bij de Nationale Bibliotheek. Voordat hij directeur werd in 2007 was hij adjunct-directeur en Directeur Onderzoek, alsmede Hoofd Bijzondere Collecties.
Hij is bestuurslid van een groot aantal organisaties en instellingen in Polen en in het buitenland, waaronder The European Library en het Memory of the World-programma van UNESCO. In 2005 was hij curator van de eerste monografische tentoonstelling over de Zamoyski-bibliotheek. Hij is assistent-professor aan de Kardinaal Stefan Wyszyński Universiteit in Warschau. Ook is hij auteur van drie boeken (1996, 1998, 2005) en een aantal artikelen. Makowski is gespecialiseerd in de geschiedenis van bibliotheken en de studie van manuscripten.